# Драгана Варагић
Драгана Варагић (Краљево, 7. април 1957) српска је глумица. Редовни је професор на Академији уметности у Београду.

## Биографија
Драгана Варагић је дипломирала глуму на Факултету драмских уметности у Београду, специјализирала Шекспира на Шекспировом институту у Стратфорду у Енглеској, и магистрирала драму на Универзитету Торонто у Канади. Одиграла је бројне улоге у позоришту, на филму и телевизији. Као првакиња Народног позоришта у Београду одиграла је, између осталог Наташу Ростову, Јулију, Леди Ану, Хелену Чарлс, Елизабету Проктор, Катарину Лугомирски. У Канади је наставила своју каријеру као глумица, редитељ и универзитетски професор. Играла је у комадима од Шекспира и Стриндберга до Хауарда Баркера и Едварда Бонда. Режирала је, између осталог, Канал среће, То није моја прича, Дантес Дивинус, Последњи дани Јуде Искариотског, Принцеза Т.... Драгана је предавала глуму на универзитетима Далхаузи и Виндзор, а глуму и режију на Универзитету Отава. Носилац је више награда за глумачка остварења на нашим просторима (две годишње награде Народног позоришта у Београду за глуму, Награда Удружења драмских уметника Србије за најбоље глумачко остварење, Награда за епизодну улогу на Стеријином позорју...) и номинације за награду Дора за најбољу глумицу у Торонту. Драгана је режирала и копродуцирала канадско - црногорску копродукцију Пенелопијада која је на репертоару тиватског позоришног фестивала Пургаторије. Редовни је професор на Катедри за глуму Академије уметности у Београду и гостујући професор на пољској Националној филмској и позоришној академији у Лођу.
Увршћена је у „Енциклопедију националне дијаспоре”, коју уређује Иван Калаузовић Иванус.

## Улоге
| Год.       | Назив                         | Улога                   |
| ---------- | ----------------------------- | ----------------------- |
| 1980-те    |                               |                         |
| 1981.      | Сестре                        | ћерка Ива               |
| 1981.      | Светозар Марковић             | Милица Нинковић         |
| 1982.      | Микеланђело                   | Госпођица Де ла Кроета  |
| 1982.      | Дан, дани... Неџада К.        | Ивана                   |
| 1982.      | Прогон                        | Ана                     |
| 1983.      | Велики транспорт              | учитељица Дуња          |
| 1984.      | Чај у пет                     | Сенди                   |
| 1984.      | Варљиво лето '68              | Јагодинка Симоновић     |
| 1984.      | Варљиво лето ’68 (ТВ серија)  | Јагодинка Симоновић     |
| 1984.      | Бањица                        | Јованка Букумировић     |
| 1985.      | Случај Лазе Костића           | Ленка Дунђерски         |
| 1985.      | Приче из фабрике              | Јасна                   |
| 1986.      | Сиви дом                      | Помпи                   |
| 1987-1988. | Вук Караџић                   | Ана Краус Караџић       |
| 1990-те    |                               |                         |
| 1992.      | Алекса Шантић (ТВ серија)     | сестра Перса            |
| 1995.      | When the Bullet Hits the Bone | медицинска сестра       |
| 2000-те    |                               |                         |
| 2008.      | Flashpoint                    | Марта Томашић           |
| 2010-те    |                               |                         |
| 2018.      | Пет                           | судиница Стојановић     |
| 2020-те    |                               |                         |
| 2021.      | Време зла                     | Правда Ристић Јовановић |